# Zespół adwokacki (serial telewizyjny)
Zespół adwokacki – polski serial obyczajowy o tematyce prawniczej w reżyserii Andrzeja Kotkowskiego. Powstał w latach 1993–1994.
Głównymi bohaterami są członkowie zespołu adwokackiego z podwarszawskiej miejscowości. Wątki prawnicze przeplatają się z osobistymi perypetiami postaci. W serialu poruszono m.in. takie tematy, jak zasadność kary śmierci, działalność ośrodków dla nosicieli wirusa HIV, dezercja, mężobójstwo, eutanazja.

## Główne role
- Tomasz Stockinger – mecenas Krzysztof Janicki, syn Witolda, pracownik zespołu
- Wiesław Michnikowski – mecenas Stefan Czernik, przyjaciel Witolda, pracownik zespołu
- Gustaw Lutkiewicz – mecenas Witold Janicki, kierownik zespołu
- Hanna Dunowska – dr Monika Janicka, żona Krzysztofa
- Joanna Żółkowska – mecenas Elżbieta Siuda, pracownica zespołu
- Magdalena Wójcik – mecenas Agata Szymańska, córka Władysława
- Maciej Orłoś – mecenas Jacek Korewicz, pracownik zespołu
- Katarzyna Skolimowska – prokurator
- Wiesława Mazurkiewicz – Jaga Zamoyska, sekretarka zespołu
- Jacek Braciak – oskarżony Henryk Malak
- Katarzyna Bargiełowska – Katarzyna Pawlik

## Dalsza obsada
- Monika Bolly – Lusia, gosposia w domu Witolda Janickiego
- Wojciech Duryasz – prokurator
- Dariusz Jakubowski – Marek Galewicz, brat Moniki
- Piotr Kozłowski – oskarżony Stanisław Suliga
- Andrzej Mastalerz – Marcin Siuda, syn Elżbiety
- Cezary Morawski – ksiądz Michał Zarzeczny, przyjaciel Jacka Korewicza
- Paweł Nowisz – prokurator oskarżający Malaka
- Michał Pawlicki – Władysław Szymański, ojciec Agaty, przyjaciel Janickiego
- Wojciech Skibiński – notariusz
- Marcin Troński – doktor Leszek Matusiak, kolega Moniki
- Janusz Zadura – Rafał Korewicz, brat Jacka, dziennikarz radia „Bum"
- Magdalena Gnatowska – pielęgniarka Teresa Bryk
- Bogusław Sar – barman
- Jerzy Słonka – Czesław Kudela, klient Krzysztofa
- Jerzy Łazewski – chirurg Jurek
- Leszek Abrahamowicz – Henio

i inni.